# Strippan
Strippan är en svensk dokumentärfilm från 2012 i regi av Stefan Berg. Filmen skildrar Calista som är småbarnsmamma och arbetar som strippa. Hon porträtteras som en ung tjej som får sina balettdrömmar krossade av en oväntad graviditet och ett påtvingat liv som hemmafru.